# Amsterdamhusene
Amsterdamhusene er en boligbebyggelse på havnen i Frederikssund tegnet af Arkitektgruppen Aarhus og navngivet efter den gård, som tidligere lå på arealet. Bebyggelsen ligger delvist på havnens østlige kaj, delvis langs med en kunstig kanal, der giver gennemsejling fra havnebassinet til fjorden.

## Ekstern kilde/henvisning
- Amsterdamhusene

55°50′09″N 12°03′25″Ø / 55.83576°N 12.056900°Ø